# Merle-Leignec
Merle-Leignec là một xã trong tỉnh Loire miền trung nước Pháp.